# Turgenitubulus aslini
Turgenitubulus aslini é uma espécie de gastrópode  da família Camaenidae.
É endémica da Austrália.